# 국제 노예제 철폐의 날

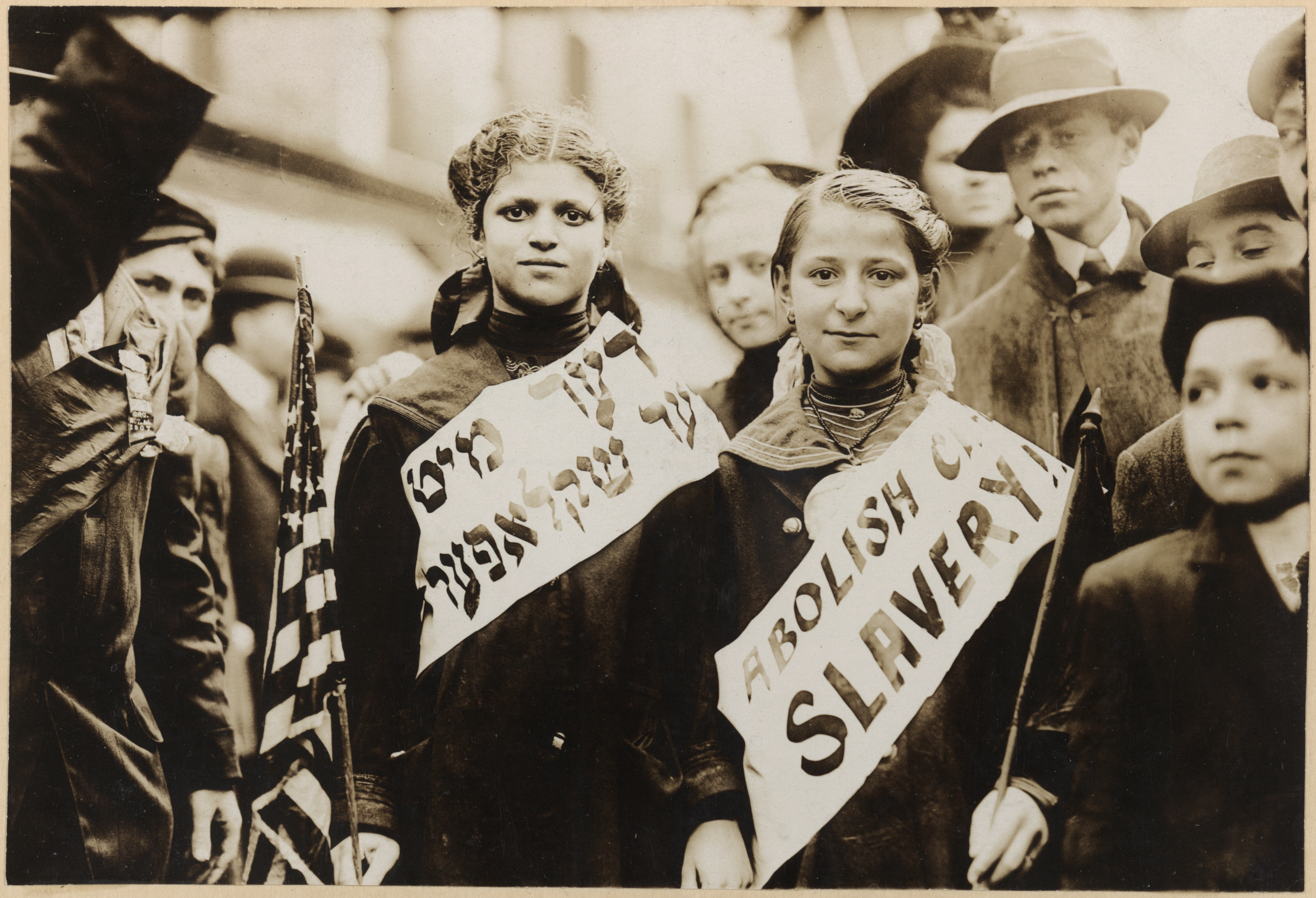

국제 노예제 폐지의 날은 유엔에서 지정한 기념일로, 매년 12월 2일이다.

## 개요
노예제 폐지의 역사적 중요성을 상기하고 범세계적 이슈로 모든 이의 적극적 관심을 요청하기 위해 제정한 기념일이다. 노예제 폐지가 이뤄진 1949년 12월 2일을 기념한 것으로, 이날을 기념하여 아직도 세계 여러곳에서 자행되고 있는 노예관련 사건과 제도들이 조속히 철폐될 것을 촉구하는 시위와 행사들이 이뤄진다.